# دوني برادي
دوني برادي (بالإنجليزية: Donny Brady)‏ هو لاعب كرة قدم أمريكية ولاعب كرة القدم الكندية أمريكي، ولد في 24 نوفمبر 1973 في The Bellmores, New York ‏ في الولايات المتحدة.